# 長角異柱水蚤
長角異柱水蚤（学名：Heterostylites longicornis）为異肢水蚤科異柱水蚤屬下的一个种。其种加词“longicornis ”意为“长角的”。